# Zuidelijke glanslibellen
De zuidelijke glanslibellen (Synthemistidae) zijn een familie van echte libellen (Anisoptera).

## Geslachten
- Apocordulia Watson, 1980
- Archaeophya Fraser, 1959
- Archaeosynthemis Carle, 1995
- Austrocordulia Tillyard, 1909
- Austrophya Tillyard, 1909
- Austrosynthemis Carle, 1995
- Choristhemis Tillyard, 1910
- Cordulephya Selys, 1870
- Eusynthemis Förster, 1903
- Gomphomacromia Brauer, 1864
- Hesperocordulia Tillyard, 1911
- Idionyx Hagen, 1867
- Idomacromia Karsch, 1896
- Lathrocordulia Tillyard, 1911
- Lauromacromia Geijskes, 1970
- Macromidia Martin, 1907
- Micromidia Fraser, 1959
- Neocordulia Selys, 1882
- Neophya Selys, 1881
- Nesocordulia McLachlan, 1882
- Oxygastra Selys, 1870 – Bronslibellen
- Palaeosynthemis Förster, 1903
- Parasynthemis Carle, 1995
- Pseudocordulia Tillyard, 1909
- Syncordulia Selys, 1882
- Synthemiopsis Tillyard, 1917
- Synthemis Selys, 1870
- Tonyosynthemis Theischinger, 1998